# Rodolfo Rodino
Rodolfo Rodino (ur. 31 lipca 1937 w Montevideo) – urugwajski kolarz torowy i szosowy, olimpijczyk z Rzymu z 1960.
Rodino był też zdobywcą dwóch medali Igrzysk Panamerykańskich 1959 – srebrnego w 4000 m drużynowo na dochodzenie i brązowego w szosowym wyścigu drużynowym.

## Wyniki olimpijskie
| Igrzyska  | Konkurencja                             | Czas    | Wynik                 |
| --------- | --------------------------------------- | ------- | --------------------- |
| Rzym 1960 | Wyścig indywidualny ze startu wspólnego | DNF     | DNF                   |
| Rzym 1960 | 4000 m drużynowo na dochodzenie         | 4:47.83 | 1. w biegu 10 rundy 1 |